# Steamboat Inspection Service
De Steamboat Inspection Service was een agentschap in de Verenigde Staten. Het werd opgericht in 1871. In 1932 vormde het samen met het Bureau of Navigation het Bureau of Navigation and Steamboat Inspection.
Na een reorganisatie werden in 1936 beide samengevoegd tot het Bureau of Marine Inspection and Navigation. Ten slotte kwam het in 1942 onder de controle van de United States Coast Guard, die de functies ervan in 1946 volledig overnam.